# Johann Anselm Steiger
Johann Anselm Steiger (* 30. März 1967 in Tübingen) ist ein deutscher Kirchenhistoriker. Er ist seit 2001 Professor für Kirchen- und Dogmengeschichte am Fachbereich Evangelische Theologie der Universität Hamburg.

## Leben
Steiger war zunächst Assistent für Praktische Theologie in Heidelberg (1991–1996), wurde dort mit der Dissertation Bibel-Sprache, Welt und Jüngster Tag bei Johann Peter Hebel: Erziehung zum Glauben zwischen Überlieferung und Aufklärung promoviert und habilitierte sich 1994 in Kirchen- und Dogmengeschichte in Leipzig. 1995–2000 war er Leiter der Johann-Gerhard-Forschungsstelle an der Universität Heidelberg. Außerdem nahm er von 1995 bis 2001 Vertretungsprofessuren in Saarbrücken, Hamburg und Oldenburg wahr.
2002 engagierte er sich für die Erhaltung historischer protestantischer Kirchenbibliotheken.
Steiger ist der Sohn des Theologen Lothar Steiger und der Theologin und Musikwissenschaftlerin Renate Steiger.

## Arbeitsschwerpunkte
Steiger beschäftigt sich insbesondere mit lutherischer Theologie und Frömmigkeit in der Barockzeit und der Aufklärung. Weitere Felder seiner Forschung sind Reformation, Editorik, Grenzgebiete zwischen Literaturwissenschaft, Medienwissenschaft und Theologie, das Verhältnis von Juden und Christen in seiner Geschichte sowie Auslegungsgeschichte der Bibel.

## Ehrungen
- 1993 Ruprecht-Karls-Preis der Stiftung Universität Heidelberg
- 1994 Robert-Minder-Preis der Goethe-Stiftung Basel
- 1995 Gerhard-Hess-Preis der Deutschen Forschungsgemeinschaft
- 2013 Hebeldank des Hebelbundes Lörrach e. V.
- 2017 Hermann-Sasse-Preis, verliehen durch die Selbständige Evangelisch-Lutherische Kirche

## Werke
- Johann Ludwig Ewald (1748–1822). Rettung eines theologischen Zeitgenossen. Forschungen zur Kirchen- und Dogmengeschichte 62. Vandenhoeck & Ruprecht, Göttingen 1996
- Johann Gerhard (1582–1637). Studien zu Theologie und Frömmigkeit des Kirchenvaters der lutherischen Orthodoxie. Doctrina et Pietas Abt. I, Bd. 1. Frommann-Holzboog, Stuttgart-Bad Cannstatt 1997
- Unverhofftes Wiedersehen mit Johann Peter Hebel. Studien zur poetischen und narrativen Theologie Hebels. Palatina Verlag, Heidelberg 1998
- (Hrsg.:) Johann Lorenz von Mosheim, Die Macht der Lehre Jesu über die Macht des Todes, annotiert und mit einem Nachwort sowie einem Beitrag über Mosheims Predigten. Doctrina et Pietas Abt. II, Bd. 1. Frommann-Holzboog, Stuttgart-Bad Cannstatt 1998
- (Hrsg. u. komm.:) Johann Gerhard, Meditationes Sacrae (1603/4). Mit einem Faksimile des Autographs. Doctrina et Pietas Abt. I, Bd. 2. Frommann-Holzboog, Stuttgart-Bad Cannstatt 1998
- (Hrsg. u. komm.:) Johann Gerhard, Meditationes Sacrae (1606/7). Lateinisch-deutsch. 2 Bde. Doctrina et Pietas Abt. I, Bd. 3,1–2. Frommann-Holzboog, Stuttgart-Bad Cannstatt 2000 (795 S.)
- Matthias Claudius (1740–1815). Totentanz, Humor, Narretei und Sokratik. Mit dem Totentanz von J. K. A. Musäus und J. R. Schellenberg (1785) und zahlreichen weiteren Illustrationen. Palatina-Verl., Heidelberg 2002 ISBN 3-932608-30-5
- Fünf Zentralthemen der Theologie Luthers und seiner Erben. Communicatio-Imago-Figura-Maria-Exempla. Brill, Leiden 2002.
- Die Sehnsucht nach der Nacht. Frühromantik und christlicher Glaube bei Novalis (1772–1801). Manutius-Verl., Heidelberg 2003 ISBN 3-934877-23-0
- (Bearb. u. Hrsg., unter Mitw. v. Peter Fiers:) Bibliographia Gerhardina. 1601–2002. Verzeichnis der Druckschriften Johann Gerhards (1582–1637) sowie ihrer Neuausgaben, Übersetzungen und Bearbeitungen.  Doctrina et pietas 1/9. Frommann-Holzboog, Stuttgart-Bad Cannstatt 2003 ISBN 3-7728-1930-3
- (Hrsg.:) Gregor Strigenitz (1548-1603). Ein lutherischer Kirchenmann in der zweiten Hälfte des Reformations-Jahrhunderts. Eine Gedenkschrift zum 400. Todestag. Freimund, Neuendettelsau 2004.
- (Hrsg.:) 500 Jahre Theologie in Hamburg. Hamburg als Zentrum christlicher Theologie und Kultur zwischen Tradition und Zukunft. Mit einem Verzeichnis sämtlicher Promotionen der Theologischen Fakultät Hamburg. Arbeiten zur Kirchengeschichte 95. de Gruyter, Berlin/New York 2005 ISBN 3-11-018529-6
- (Hrsg. u. komm.:) Friedrich Breckling, Autobiographie. Ein frühneuzeitliches Ego-Dokument im Spannungsfeld von Spiritualismus, radikalem Pietismus und Theosophie. Frühe Neuzeit 109. Niemeyer, Tübingen 2005 ISBN 3-484-36609-5
- Medizinische Theologie: Christus Medicus und theologia medicinalis bei Martin Luther und im Luthertum der Barockzeit. Brill, Leiden 2005.
- (Hrsg. u. komm.:) Leonhard Hutter, Compendium locorum theologicorum ex Scripturis Sacris et Libro Concordiae, lateinisch – deutsch – englisch. 2 Teilbde. Doctrina et Pietas Abt. II, Bd. 3. Frommann-Holzboog, Stuttgart-Bad Cannstatt 2006 (1144 S.) ISBN 3-7728-1872-2
- »Geh’ aus, mein Herz, und suche Freud’«. Paul Gerhardts Sommerlied und die Gelehrsamkeit der Barockzeit. Naturkunde, Emblematik, Theologie. de Gruyter, Berlin/New York 2007.
- (Hrsg.:) „Ewigkeit, Zeit ohne Zeit“. Gedenkschrift zum 400. Geburtstag des Dichters und Theologen Johann Rist. Freimund, Neuendettelsau 2007.
- Philologia Sacra. Zur Exegese der Heiligen Schrift im Protestantismus des 16. bis 18. Jahrhunderts. Neukirchener, Neukirchen-Vluyn 2011.
- Christophorus – ein Bild des Christen. Heiligengedenken bei Martin Luther und im Luthertum der Frühen Neuzeit. Freimund, Neuendettelsau 2011.
- Das Gebet im Zeitalter der Reformation und des Barock. Ein Beitrag zu Martin Luther und Heinrich Müller sowie zur Bildtradition des armen Lazarus. Freimund, Neuendettelsau 2013.
- Bilder und Bibel. Die Titelkupfer der Lutherbibel des Lüneberger Stern-Verlages (1650) und die Kooperation Johann Rists mit Franz Steuerhelton. Mauritius, Heidelberg 2015.
- Der Orgelprospekt im Kloster Lüne als Zeugnis barock-lutherischer Bild-und Musiktheologie. Zur Intermedialität von Wort, Bild und Musik im 17. Jahrhundert. Schnell & Steiner, Regensburg 2015.
- Gedächtnisorte der Reformation: Sakrale Kunst im Norden (16.–18. Jahrhundert). Zwei Bände, Schnell & Steiner, Regensburg 2016.
- Die Kanzel in St. Marien zu Rostock (1574/1723): Ein Kompendium des christlichen Glaubens in Bildern und Worten. Schnell & Steiner, Regensburg 2017.
- Die Schlosskapelle in Celle. Ein Bild- und Schriftraum der Reformation. Dokumentation sämtlicher Bildwerke und Inschriften in ihren Kontexten. Schnell & Steiner, Regensburg 2018.
- Bibelauslegung durch Bilder. Zur sakralen Intermedialität im 16. bis 18. Jahrhundert. Schnell & Steiner, Regensburg 2018.
- (Hrsg.:) Reformation heute. Band IV: Reformation und Medien. Zu den intermedialen Wirkungen der Reformation. Evangelische Verlagsanstalt, Leipzig 2018.
- (Hrsg.:) Das Gebet in den Konfessionen und Medien der Frühen Neuzeit. Evangelische Verlagsanstalt, Leipzig 2018.
- Emblematik in Sakralbauten des Ostseeraums. Acht Bände, Schnell & Steiner, Regensburg 2022.